# 1874년
1874년은 목요일로 시작하는 평년이다.

## 연호
- 청(淸) 동치(同治) 13년
- 일본(日本) 메이지(明治) 7년
- 응우옌 왕조(阮朝) 뜨득(嗣德) 27년

## 기년
- 류큐(琉球) 쇼타이왕(尚泰王) 27년
- 청(淸) 목종 동치제(穆宗 同治帝) 13년
- 조선(朝鮮) 고종(高宗) 11년
- 응우옌 왕조(阮朝) 사덕제(嗣德帝) 27년

## 사건
- 12월 17일 - 청나라 제10대 황제 동치제가 사촌 남동생 광서제에게 보위를 선위하다.
- 일본 경찰제도 수립.
- 일본 대만 공격.

## 문화
- 4월 13일 - 살레시오회가 창립되었다.
- 10월 9일 - 만국우편연합(UPU)이 스위스 베른에서 발족하였다.
- 11월 15일 - 이탈리아 왕국에서 총선이 실시되었다.
- 독일의 신경정신과 의사 칼 베르니케가 또 다른 언어중추인 베르니케 영역의 존재를 학계에 보고하였다.

## 탄생

### 1월
- 1월 24일
  - 일제 강점기의 조선총독부 김병규. (~1939년)
  - 영국의 소설가 겸 극작가 윌리엄 서머싯 몸. (~1965년)
  - 영국의 종교인 휼렛 존슨. (~1966년)
- 1월 25일
  - 영국의 소설가 겸 극작가 윌리엄 서머싯 몸. (~1965년)
  - 영국의 종교인 휼렛 존슨. (~1966년)

### 2월
- 2월 3일 - 미국의 작가, 시인 거트루드 스타인. (~1946년)
- 2월 24일 - 미국의 야구 선수 호너스 와그너. (~1955년)

### 3월
- 3월 24일 - 헝가리 미국인 미술사 해리 후디니. (~1926년)
- 3월 25일 - 대한제국의 마지막 황제 순종. (~1926년)
- 3월 27일 - 미국의 시인 로버트 프로스트. (~1963년)

### 4월
- 4월 25일 - 이탈리아의 과학자, 발명가, 전기공학자 굴리엘모 마르코니. (~1937년)

### 5월
- 5월 25일 - 일본의 역사가 세노 우마쿠마. (~1935년)
- 5월 26일 - 프랑스의 비행가, 항공기 디자이너 및 제조업자 앙리 파르망. (~1958년)

### 6월
- 6월 12일 - 대한제국의 민속무용가 한성준.

### 7월
- 7월 3일 - 스웨덴의 고고학자 요한 군나르 안데르손. (~1960년)
- 7월 30일 - 웨일스의 축구 선수 빌리 메레디스.

### 8월
- 8월 10일
  - 일본 제국의 군인, 정치가 미나미 지로. (~1955년)
  - 미국의 제31대 대통령 허버트 후버. (~1964년)

### 9월
- 9월 13일 - 오스트리아 태생의 작곡가 아르놀트 쇤베르크. (~1951년)
- 9월 21일 - 영국의 작곡가 구스타브 홀스트. (~1934년)

### 10월
- 10월 20일 - 미국의 작곡가 찰스 아이브스. (~1954년)
- 10월 30일 - 대한민국의 유학자이자 친일파 이대영. (~1950년)

### 11월
- 11월 27일 - 이스라엘의 초대 대통령 하임 바이츠만. (~1952년)
- 11월 30일
  - 캐나다의 소설가 루시 모드 몽고메리. (~1942년)
  - 영국의 정치인 윈스턴 처칠. (~1965년)

### 12월
- 12월 11일 - 일제 강점기의 관료, 조선총독부 중추원 참의 이선호. (~1936년)
- 12월 17일 - 캐나다의 정치인 윌리엄 라이언 매켄지 킹. (~1950년)

### 미상
- 대한제국의 의병장 김진화. (~?)
- 대한민국의 독립운동가 김태준. (~1920년)

## 사망
- 1월 17일 - 태국의 샴쌍둥이 창과 앵 벙커. (1811년~)
- 3월 8일 - 미국의 제13대 대통령 밀러드 필모어. (1800년~)
- 10월 26일 - 독일의 작곡가 페터 코르넬리우스. (1824년~)

## 달력
| 1월 |    |    |    |    |    |    |
| 일  | 월 | 화 | 수 | 목 | 금 | 토 |
|     |    |    |    | 1  | 2  | 3  |
| 4   | 5  | 6  | 7  | 8  | 9  | 10 |
| 11  | 12 | 13 | 14 | 15 | 16 | 17 |
| 18  | 19 | 20 | 21 | 22 | 23 | 24 |
| 25  | 26 | 27 | 28 | 29 | 30 | 31 |

| 2월 |    |    |    |    |    |    |
| 일  | 월 | 화 | 수 | 목 | 금 | 토 |
| 1   | 2  | 3  | 4  | 5  | 6  | 7  |
| 8   | 9  | 10 | 11 | 12 | 13 | 14 |
| 15  | 16 | 17 | 18 | 19 | 20 | 21 |
| 22  | 23 | 24 | 25 | 26 | 27 | 28 |

| 3월 |    |    |    |    |    |    |
| 일  | 월 | 화 | 수 | 목 | 금 | 토 |
| 1   | 2  | 3  | 4  | 5  | 6  | 7  |
| 8   | 9  | 10 | 11 | 12 | 13 | 14 |
| 15  | 16 | 17 | 18 | 19 | 20 | 21 |
| 22  | 23 | 24 | 25 | 26 | 27 | 28 |
| 29  | 30 | 31 |    |    |    |    |

| 4월 |    |    |    |    |    |    |
| 일  | 월 | 화 | 수 | 목 | 금 | 토 |
|     |    |    | 1  | 2  | 3  | 4  |
| 5   | 6  | 7  | 8  | 9  | 10 | 11 |
| 12  | 13 | 14 | 15 | 16 | 17 | 18 |
| 19  | 20 | 21 | 22 | 23 | 24 | 25 |
| 26  | 27 | 28 | 29 | 30 |    |    |

| 5월 |    |    |    |    |    |    |
| 일  | 월 | 화 | 수 | 목 | 금 | 토 |
|     |    |    |    |    | 1  | 2  |
| 3   | 4  | 5  | 6  | 7  | 8  | 9  |
| 10  | 11 | 12 | 13 | 14 | 15 | 16 |
| 17  | 18 | 19 | 20 | 21 | 22 | 23 |
| 24  | 25 | 26 | 27 | 28 | 29 | 30 |
| 31  |    |    |    |    |    |    |

| 6월 |    |    |    |    |    |    |
| 일  | 월 | 화 | 수 | 목 | 금 | 토 |
|     | 1  | 2  | 3  | 4  | 5  | 6  |
| 7   | 8  | 9  | 10 | 11 | 12 | 13 |
| 14  | 15 | 16 | 17 | 18 | 19 | 20 |
| 21  | 22 | 23 | 24 | 25 | 26 | 27 |
| 28  | 29 | 30 |    |    |    |    |

| 7월 |    |    |    |    |    |    |
| 일  | 월 | 화 | 수 | 목 | 금 | 토 |
|     |    |    | 1  | 2  | 3  | 4  |
| 5   | 6  | 7  | 8  | 9  | 10 | 11 |
| 12  | 13 | 14 | 15 | 16 | 17 | 18 |
| 19  | 20 | 21 | 22 | 23 | 24 | 25 |
| 26  | 27 | 28 | 29 | 30 | 31 |    |

| 8월 |    |    |    |    |    |    |
| 일  | 월 | 화 | 수 | 목 | 금 | 토 |
|     |    |    |    |    |    | 1  |
| 2   | 3  | 4  | 5  | 6  | 7  | 8  |
| 9   | 10 | 11 | 12 | 13 | 14 | 15 |
| 16  | 17 | 18 | 19 | 20 | 21 | 22 |
| 23  | 24 | 25 | 26 | 27 | 28 | 29 |
| 30  | 31 |    |    |    |    |    |

| 9월 |    |    |    |    |    |    |
| 일  | 월 | 화 | 수 | 목 | 금 | 토 |
|     |    | 1  | 2  | 3  | 4  | 5  |
| 6   | 7  | 8  | 9  | 10 | 11 | 12 |
| 13  | 14 | 15 | 16 | 17 | 18 | 19 |
| 20  | 21 | 22 | 23 | 24 | 25 | 26 |
| 27  | 28 | 29 | 30 |    |    |    |

| 10월 |    |    |    |    |    |    |
| 일   | 월 | 화 | 수 | 목 | 금 | 토 |
|      |    |    |    | 1  | 2  | 3  |
| 4    | 5  | 6  | 7  | 8  | 9  | 10 |
| 11   | 12 | 13 | 14 | 15 | 16 | 17 |
| 18   | 19 | 20 | 21 | 22 | 23 | 24 |
| 25   | 26 | 27 | 28 | 29 | 30 | 31 |

| 11월 |    |    |    |    |    |    |
| 일   | 월 | 화 | 수 | 목 | 금 | 토 |
| 1    | 2  | 3  | 4  | 5  | 6  | 7  |
| 8    | 9  | 10 | 11 | 12 | 13 | 14 |
| 15   | 16 | 17 | 18 | 19 | 20 | 21 |
| 22   | 23 | 24 | 25 | 26 | 27 | 28 |
| 29   | 30 |    |    |    |    |    |

| 12월 |    |    |    |    |    |    |
| 일   | 월 | 화 | 수 | 목 | 금 | 토 |
|      |    | 1  | 2  | 3  | 4  | 5  |
| 6    | 7  | 8  | 9  | 10 | 11 | 12 |
| 13   | 14 | 15 | 16 | 17 | 18 | 19 |
| 20   | 21 | 22 | 23 | 24 | 25 | 26 |
| 27   | 28 | 29 | 30 | 31 |    |    |

### 음양력 대조 일람
| 음력월 | 월건 | 대소 | 음력 1일의 양력 월일 | 음력 1일 간지 |
| ------ | ---- | ---- | -------------------- | ------------- |
| 1월    | 병인 | 소   | 2월 17일             | 을사          |
| 2월    | 정묘 | 소   | 3월 18일             | 갑술          |
| 3월    | 무진 | 대   | 4월 16일             | 계묘          |
| 4월    | 기사 | 소   | 5월 16일             | 계유          |
| 5월    | 경오 | 대   | 6월 14일             | 임인          |
| 6월    | 신미 | 소   | 7월 14일             | 임신          |
| 7월    | 임신 | 대   | 8월 12일             | 신축          |
| 8월    | 계유 | 소   | 9월 11일             | 신미          |
| 9월    | 갑술 | 대   | 10월 10일            | 경자          |
| 10월   | 을해 | 대   | 11월 9일             | 경오          |
| 11월   | 병자 | 대   | 12월 9일             | 경자          |
| 12월   | 정축 | 소   | 1875년 1월 8일       | 경오          |